# While She Powdered Her Nose
While She Powdered Her Nose è un cortometraggio muto del 1912 diretto da Laurence Trimble.

## Produzione
Il film fu prodotto dalla Vitagraph Company of America.

## Distribuzione
Distribuito dalla General Film Company, il film - un cortometraggio in una bobina - uscì nelle sale cinematografiche statunitensi il 23 dicembre 1912. Nel Regno Unito, venne distribuito il 3 aprile 1913.